# NGC 6820 y NGC 6823
Coordenadas:  19h 42m 27.9s, −23° 05′ 14.7″
NGC 6820 es una nebulosa de emisión que está junto al cúmulo abierto de NGC 6823 en la constelación de Vulpecula, cerca de M27. Esta nebulosa de emisión también se llama Sharpless 86.